# Liparogetus sulcatissimus
Liparogetus sulcatissimus (лат.) — вид мелких жуков-слоников (долгоносиков) из подсемейства Cyclominae (Listroderini). Эндемики Новой Зеландии. Длина 6,0—10,0 мм. Рострум с дорзальными килями. Ронотум субквадратный; метаэпистернальный шов полный; голени ног без шпор. Liparogetus образует сестринскую группу с родом Falklandiopsis и кладой Falklandiellus-Telurus-Nestrius-Falklandius-Lanteriella. Единственный представитель рода Liparogetus .